# 芦髙侑平
芦髙 侑平（あしたか ゆうへい、1992年7月21日 - ）は、日本の空手選手。大阪府出身。極真空手初段。身長174cm、体重95kg。一般社団法人極真会館（全日本極真連合会）関西総本部所属。極真連合会主催の第48回全日本大会王者。

## 主な戦績＆タイトル
- 2017年、第48回全日本空手道選手権大会 優勝
- 2013年12月1日、第44回全日本空手道選手権大会 4位
- 2013年6月30日、第29回全日本ウエイト制空手道選手権大会 重量級4位
- 2012年11月11日、第3回極真連合杯 世界空手道選手権大会 4位
- 2012年6月24日、第28回全日本ウエイト制空手道選手権大会 重量級準優勝
- 2011年、第43回全日本空手道選手権大会 7位